# Източник на ток
Източник на ток или още генератор на ток, както се среща в електротехническата литература, теоретично представлява двуполюсник, който създава условия за протичане на независещ от съпротивлението електрически ток с големина {\displaystyle I=I_{k}}. Двуполюсникът е свързан в електрическата верига при поддържане на постоянно напрежение {\displaystyle u} в краищата му. Константата {\displaystyle I_{k}} се нарича характеристичен ток на източника. 
В най-общия случай от еквивалентната схема на двуполюсника се виждат основните зависимости и връзката между токовете {\displaystyle I_{k}}, {\displaystyle I}, вътрешното съпротивление на генератора на ток {\displaystyle R_{i}} и напрежението на този генератор:
{\displaystyle I=I_{k}-{\frac {U_{kl}}{R_{i}}}},
с което се определя силното влияние на стойността на вътрешното съпротивление на източника на тока {\displaystyle R_{i}} върху стойността на тока през товара.
Напрежението на клемите на двуполюсника е
{\displaystyle U_{kl}=I\cdot R_{V}}

## Свойства
Често под източник на ток неправилно се разбира какъвто и да е източник на напрежение – батерия, електрически генератор, акумулатор. Макар тези източници да са причината за протичане на електрически ток, физическият смисъл на понятието източник на ток е различно и не се покрива с понятието източник на напрежение.

### Идеален генератор на ток
Идеалният генератор на ток притежава неограничена способност да поддържа ток, независимо от характеристиките на електрическата верига, включена към него. Това определя вътрешното му съпротивление, равно на безкрайност:{\displaystyle ~{\hat {z}}(j\omega )\;\rightarrow \infty .} Тук {\displaystyle j} е имагинерната единица, отразяваща комплексния характер на процеса, а {\displaystyle \omega } е кръговата честота.
Въвеждаме означението{\displaystyle ~I={\mathcal {I}}}, където {\displaystyle ~{\mathcal {I}}} е електрическият ток, поддържан от генератора. Електрическото напрежение в краищата на двуполюсника като идеален източник на ток зависи само от съпротивлението на външната верига:
{\displaystyle U={\mathcal {I}}\cdot R}
Електрическата мощност, разсейвана от източника на ток, е:
{\displaystyle P={\mathcal {I}}^{2}\cdot R}.
Идеалният източник на ток има постоянна стойност на тока ({\displaystyle {\mathcal {I}}={\text{const}}}), което означава, че електрическото напрежение и мощността могат да растат неограничено.

### Реален източник на ток
Реалният източник на ток притежава вътрешно съпротивление {\displaystyle r}, което като параметър в линейно приближение може да бъде определено. В сравнение с източника на електродвижещо напрежение, вътрешното съпротивление на източника на ток е значително: колкото е по-голямо втрешното съпротивление, толкова генераторът на ток е по-близо до идеалния източник. Реалният източник на ток с вътрешно съпротивление {\displaystyle r} е еквивалентен на реален източник на електродвижещо напрежение (ЕДС), имащ това вътрешно съпротивление и напрежение {\displaystyle {\mathcal {E}}={\mathcal {I}}\cdot r}. Обратно, източникът на ЕДС е толкова по-близо до идеалния, колкото неговото вътрешно съпротивление е по-малко.
При товар в електрическата верига {\displaystyle R} напрежението на клемите на реалния източник на тока е равно на
{\displaystyle U={\mathcal {I}}{\frac {R\cdot r}{R+r}}={\mathcal {I}}{\frac {R}{1+R/r}}}.
Силата на тока във веригата пресмятаме по формулата
{\displaystyle I={\mathcal {I}}{\frac {r}{R+r}}={\mathcal {I}}{\frac {1}{1+R/r}}}.
Оттук получаваме, че електрическата мощност от генератора на ток в електрическата верига е равна на
{\displaystyle P={\mathcal {I}}^{2}{\frac {R}{\left(1+R/r\right)^{2}}}}.

## Приложение
Параметрите на идеалния генератор на ток не може да се постигнат в реални устройства. Затова в практиката се използват източници на ток, създадени да работят с определени ограничения, в определена област и с определени устройства. Ограниченията на реалния генератор на ток са свързани с неговия източник на напрежение, т. е. горният праг на напрежението на двуполюсника се ограничава от този използван източник, а това е свързано и с ограничаване на товара в електрическата верига.
В радиоелектронните устройства се използват технически решения с генератор на ток. Такова захранване намира приложение в устройства, работещи с аналогови сигнали, в диференциални усилватели, в операционни усилватели, в измерителни мостове като моста на Уитстоун и др.